# Bruja de Saratoga
Angeline Tubbs, también conocida como La Bruja de Saratoga, fue una figura semilegendaria que vivió en la zona de Saratoga Springs, en el actual estado de Nueva York, a finales del siglo XVIII y comienzos del siglo XIX.

## Antecedentes
Tubbs nació en Inglaterra hacia 1761, en la posada Star and Garter del pueblo de Watford, en Northamptonshire. Se comprometió con un oficial británico del 31º Regimiento de a Pie y a los quince años le siguió cuando fue enviado a las colonias americanas para luchar en la Guerra de la Independencia. Tras la derrota británica en la batalla de Saratoga, la abandonó. Sin un lugar a donde ir y sin conocer a nadie en un país extraño, Tubbs supuestamente caminó quince millas a través de lo que entonces era un desierto deshabitado hasta el vecindario de Saratoga Springs. Allí se asentó en la base de una colina llamada Mount Vista, descrita como "una pequeña montaña a una milla al norte del pueblo", probablemente un promontorio en la vecindad de Glen Mitchell.
Durante muchos años Tubbs vivió allí en una cabaña rodeada de una cría de gatos. La leyenda acrecentó su fama de haber vivido como bruja, ganándose la vida adivinando el futuro y trampeando. El periodista y escritor William Leete Stone Sr. realizó de ella la siguiente descripción:

Si hubiera sido la señora del torbellino, no podría haber estado más encantada con las tormentas. Se la había visto, erguida y con los brazos extendidos, al borde de temibles precipicios, en medio de las más terribles tempestades, conversando, por así decirlo, con espíritus invisibles, con su largo y enmarañado cabello ondeando al viento, mientras el trueno remachaba las rocas bajo sus pies, y el rojo relámpago la rodeaba como con una serpenteante sábana de llamas.

## Muerte y legado
Tubbs murió en 1865 a la edad de 104 años. Se dice que su fantasma aún puede verse en los bosques y que es un tema popular en los "paseos fantasmales".